# Seznam francoskih izumiteljev
Seznam francoskih izumiteljev.

## A
- Guillaume Amontons
- Nicolas Appert (1749-1841) francoski kuhar.

## B
- Pierre Beaumarchais
- Jean-Pierre Blanchard (1753 – 1809) (balon)
- Claude-Marie? Bouton
- Louis Braille

## C
- François Joseph des Camus
- Claude Chappe
- Antoine Alphonse Chassepot
- Henri-Jacques Chrétien (1879 – 1956)
- Georges Claude
- Charles Cros
- Nicolas-Joseph Cugnot
- Marie Curie

## D
- Louis (Jacques Mandé) Daguerre
- Marcel Dassault (1892-1986)
- John Theophilus Desaguliers
- Emile Desportes

## F
- Hércules Florence
- Henri de France

## G
- Andre-Jacques Garnerin (padalo)
- Léon Gaumont
- Firmin Gillot
- Basile Gras
- Jean Gribeauval

## H
- Jean de Hautefeuille
- Pierre Hérigone

## I
- Georges Imbert

## J
- Joseph Marie Jacquard
- Antide Janvier

## K
- Adolphe Kégresse

## L
- Eugene Augustin Lauste
- Jean-Marie Le Bris
- Félix du Temple de la Croix
- brata Lumière (Auguste in Louis)
- Dupuy de Lôme

## M
- Étienne-Jules Marais

## N
- Nicéphore Niépce

## P
- Henri-Joseph Paixhans
- Jean-Henri Pape
- Denis Papin
- Louis Pasteur
- Charles Pathé (1863-1957)

## R
- Charles-Émile Reynaud

## S
- Leon Scott

## T
- Melchisédech Thévenot

## V
- Jacques de Vaucanson
- Trajan Vuia (romunsko-fr.)